# Earth System Grid Federation
Earth System Grid Federation (ESGF) - światowy system dystrybucji danych klimatycznych, głównie z modeli klimatu.
ESGF zajmuje się dystrybucją wyników z modeli klimatu. Pierwsze wersje systemu Eart System Grid były secentralizowane i służyły do dystrybucji danych z modeli wchodzących w skład CMIP3, których używano do raportu Czwarty Raport Międzyrządowego Zespołu do spraw Zmian Klimatu. Wersja z lat 2007-2013 służy do dystrybucji danych związanych w Piątym Raportem IPCC, w szczególności danych z projektu Coupled model intercomparison project.
Głównym motorem portalu jest wymaganie Międzyrządowego Zespołu do spraw Zmian Klimatu, żeby wyniki z modeli klimatu były ogólnie dostępne. Wersja portalu z lat 2007-2013 pozwala na zdecentralizowaną dystrybucję danych meteorologicznych poprzez kilkanaście centrów dystrybucji na całym świecie. System jest rozdzielony na "gateways" i "data nodes". Obecnie (2013) jest kilka "gateways" oraz kilkanaście centrów danych ("data nodes"). System umożliwia przeszukiwanie danych z wielu projektów klimatycznych, m.in. projektu CMIP5 (Coupled Model Intercomparison Project 5), który stanowi trzon Piątego Raportu IPCC. System pozwala na bezpośrednie pobieranie danych, dostępu do danych o danych, np. opisu modeli, opisu zmiennych.
Filmy instruktażowe dostępne na youtube oraz na portalu ESGF; identyczne filmy instruktażowe dostępne są także z portalu ESGF.
Jednym z ważnych elementów system jest też informacja o publikacjach.
System ESGF opracowany jest przez zespół programistów kierowanych przez Deana Williamsa, a uczestniczy w nim Polka Renata McCoy.